# Kerstin Häffner
Kerstin Häffner (* 1966 in Spessart (Ettlingen); † 10. Juli 2022 in den USA) war eine deutsche Wasserspringerin.
Sie wurde 1989 erste Deutsche Meisterin vom 1-m-Brett und 1990 Dritte hinter Dörte Lindner und Britta Baldus. Bei den Schwimmweltmeisterschaften 1991 in Perth erreichte sie den 9. Platz.
Von 1986 bis zu ihrem Tod lebte sie in den USA.